# عبداللطیف منصور
ملا عبداللطیف منصور (زادهٔ ۱۹۶۸) سیاستمدار اهل افغانستان است. وی در ۷ سپتامبر ۲۰۲۱ به حیث سرپرست وزارت انرژی و آب امارت اسلامی افغانستان منصوب گردید. وی بیشتر عمر خود را در پاکستان گذراند و در این کشور در دارالعلوم حقانیه اکوره ختک، خیبر پختونخوا تحصیلات دینی خود را تکمیل کرد.